# ملعب خوسيه رامون سيسنيروس بالاسيوس
المركب الرياضي خوسيه رامون سيسنيروس بالاسيوس، هو ملعب التداريب لنادي إشبيلية والملعب الرسمي لنادي إشبيلية أتلتيكو يقع في إشبيلية، افتتح في 1974.